# Richard Lewis (tenore)
Richard Lewis, pseudonimo di Thomas Thomas, CBE (Manchester, 10 maggio 1914 – Eastbourne, 13 novembre 1990), è stato un tenore, direttore d'orchestra e insegnante inglese con parenti gallesi.

## Biografia
Nato Thomas Thomas a Manchester da genitori gallesi, Lewis iniziò la sua carriera come una voce bianca e studiò al Royal Manchester College of Music (ora fuso nel Royal Northern College of Music) dal 1939 al 1941 e più tardi alla Royal Academy of Music. Esordì come cantante lirico nel 1939 e dal 1947 in poi cantò al Glyndebourne Festival Opera ed al Covent Garden (Londra). Fece il suo debutto negli Stati Uniti nel 1955.
Lewis realizzò diverse registrazioni, tra cui: Messiah (Handel), L'incoronazione di Poppea (Monteverdi), Idomeneo (Mozart), Liebeslieder Walzer e Neue Liebeslieder Walzer (Brahms), The Song of Hiawatha di Coleridge-Taylor, Il sogno di Geronte di Elgar, Spring Symphony di Benjamin Britten (con Leonard Bernstein), scene dal Troilus and Cressida di William Walton e quattro diverse esecuzioni de Das Lied von der Erde di Mahler, due con Maureen Forrester, (Reiner/Walter) una con Kathleen Ferrier (Barbirolli) e una quarta con Lili Chookasian (Ormandy). C'è anche una registrazione dal vivo con George Szell e l'Orchestra di Cleveland.
Nel 1963 fu nominato commendatore dell'Ordine dell'Impero Britannico (CBE). Morì a Eastbourne.

## Eredità
Dopo la morte di Lewis nel 1990, sua vedova, Elizabeth Lewis, istituì il premio Richard Lewis/Jean Shanks a Glyndebourne, reso possibile grazie al finanziamento della patologa Dr. Jean Shanks (Principessa Galitzine). Nel 2000 Elizabeth Lewis trasferì il premio alla Royal Academy of Music, desiderando aiutare giovani cantanti nel momento più vulnerabile della loro carriera.